# Bistum Abeokuta
Das Bistum Abeokuta (lat.: Dioecesis Abeokutanus) ist eine in Nigeria gelegene römisch-katholische Diözese mit Sitz in Abeokuta.
Sein Gebiet umfasst die Local Government Areas Abeokuta South, Abeokuta North,  Ado-Odo-Ota, Yewa North, Yewa South, Ifo, Obafemi-Owode und Odeda im Bundesstaat Ogun.

## Geschichte
Das Bistum Abeokuta wurde am 24. Oktober 1997 durch Papst Johannes Paul II. aus Gebietsabtretungen des Erzbistums Lagos errichtet und diesem als Suffraganbistum unterstellt.

## Bischöfe von Abeokuta
- Alfred Adewale Martins, 1997–2012, dann Erzbischof von Lagos
- Peter Kayode Odetoyinbo, seit 15. April 2014